# Google Ads
Google Ads, tidigare känt som Google AdWords, är Googles plattform för digital annonsering och marknadsföring.
AdWords lanserades av Google i oktober 2000 och har kommit att bli Googles främsta inkomstkälla. Google Ads kan placera annonser både bland sökresultat på Google men även webbplatser, mobilapplikationer och videor.